# گیرنده فرکانس رادیویی تنظیم‌شده

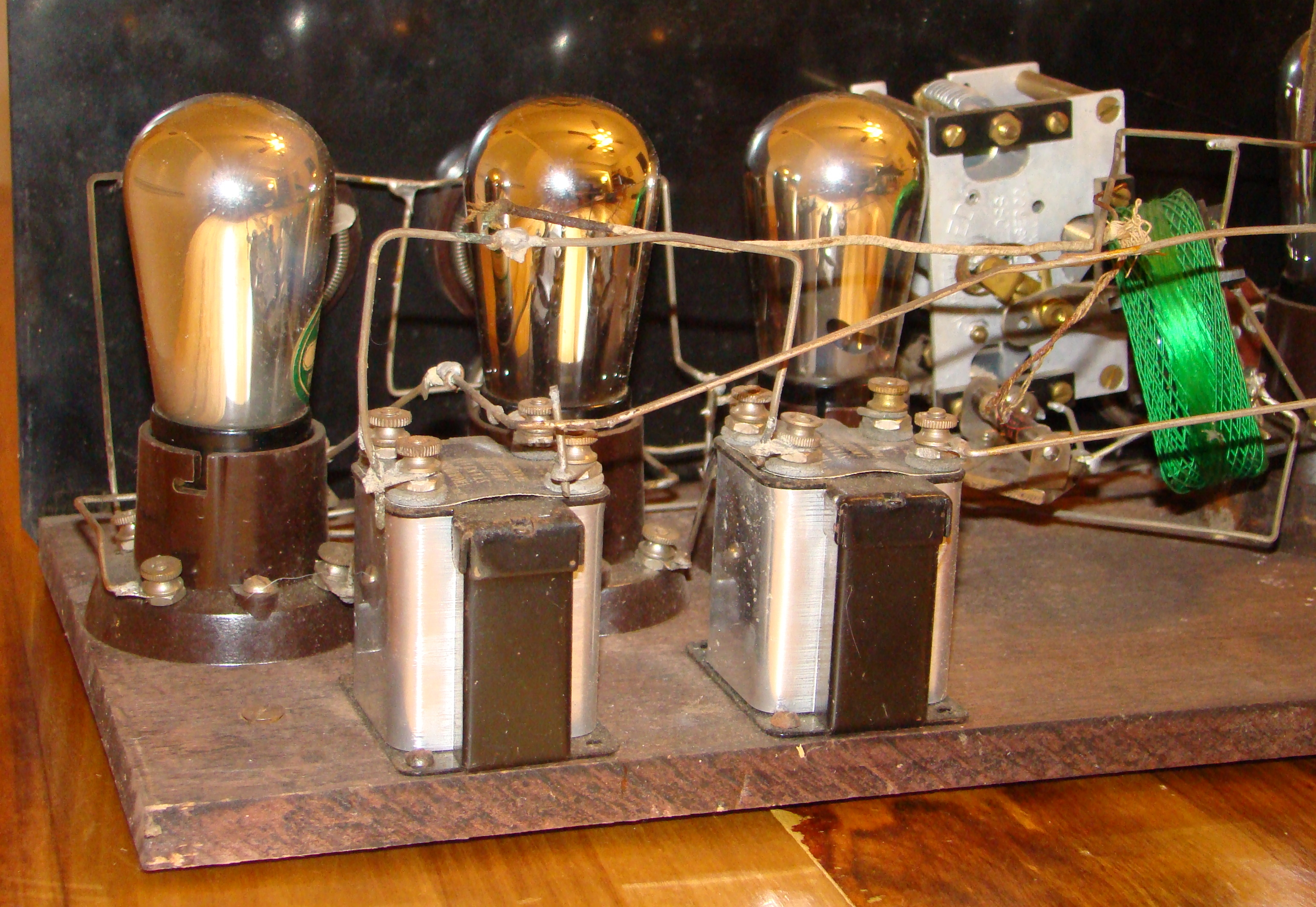
این رادیو TRF در دهه ۱۹۲۰ تولید شده با علامت بر روی یک فیبر آزمایشی ساخته شده است

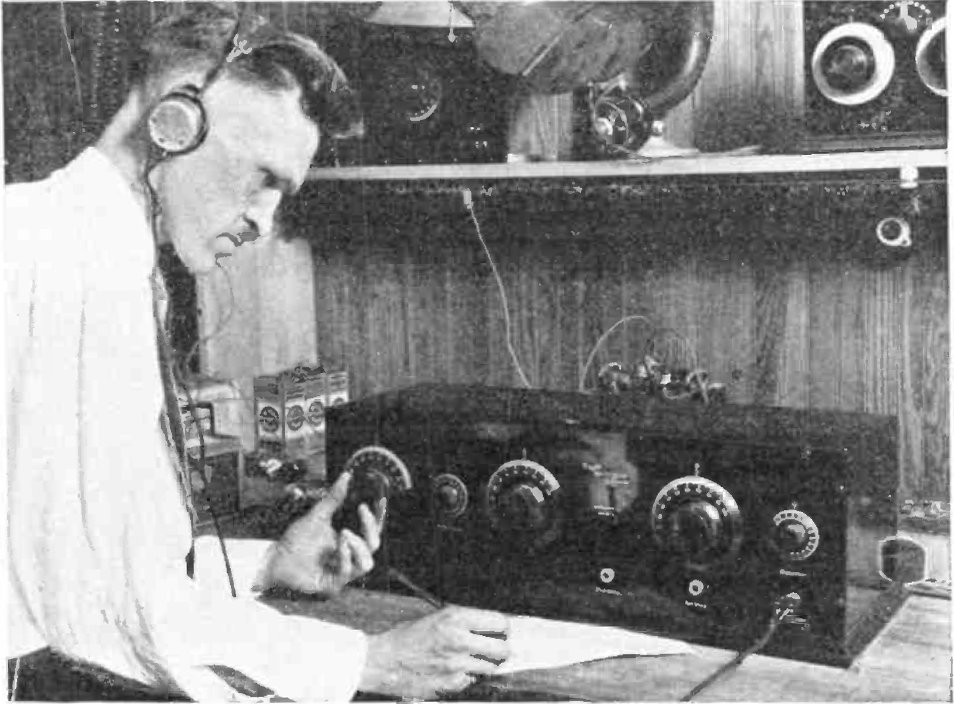
تنظیم گیرنده TRF، مانند این نیتروداین ۵ لامپی از سال ۱۹۲۴ با دو طبقه RF، یک فرایند پیچیده بود. سه مدار تنظیم شده، که توسط ۳ پیچ تنظیم بزرگ کنترل می‌شوند، باید به صورت متحد برای ایستگاه جدید تنظیم شوند؛ بنابراین تنظیم در یک ایستگاه فرایند تقریبی پی‌درپی بود. هنگامی که ایستگاهی پیدا شد، عددهای زیر شماره‌گیرهای مدرج نوشته می‌شد، بنابراین می‌توان دوباره آن را یافت.

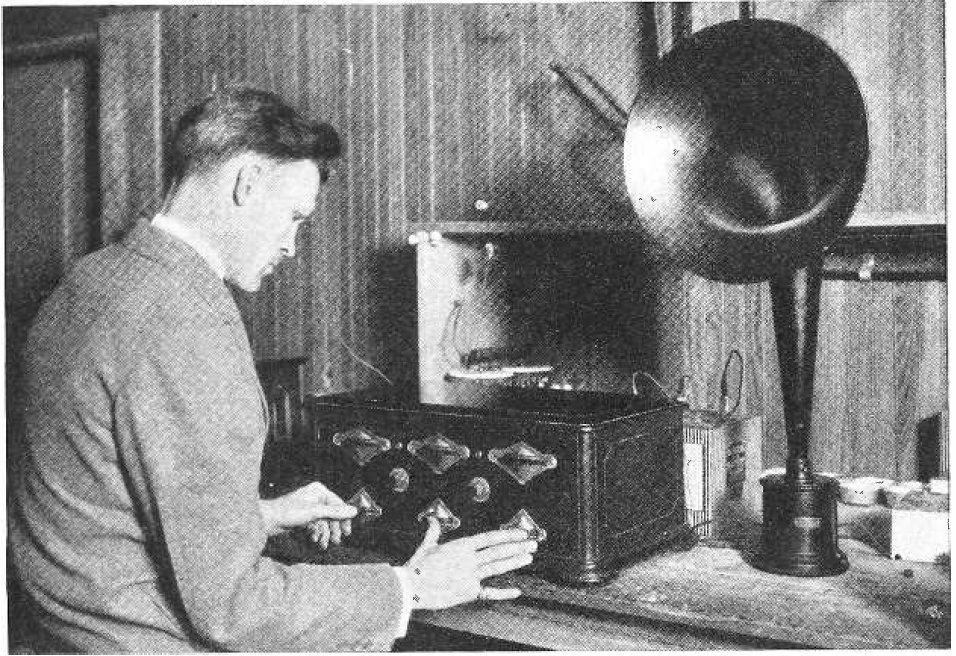
تنظیم تمام ۳ طبقه از یک مجموعه TRF هماهنگ. این گیرنده سنکروفاز گریب ۱۹۲۵ دارای چرخ پیمایشی به‌جای پیچ گردان مدرج است که می‌تواند با یک انگشت تنظیم شود، به طوری که دست سومی مورد نیاز نیست.

گیرنده فرکانس رادیویی تنظیم‌شده (به انگلیسی: tuned radio frequency receiver)یا گیرنده فرکانس رادیویی تیون‌شده (یا گیرنده TRF) نوعی از گیرنده رادیویی است که از یک یا چند طبقه تقویت‌کننده فرکانس رادیویی (RF) تنظیم‌شده و به دنبال آن یک مدار آشکارساز (دمودولاتور) برای استخراج سیگنال صوتی و معمولاً یک تقویت‌کننده فرکانس صوتی تشکیل شده است. این نوع گیرنده در دهه ۱۹۲۰ متداول داشت. نمونه‌های اولیه می‌تواند برای کار خسته کننده باشد، زیرا هنگام تنظیم در یک ایستگاه، هر طبقه باید به صورت جداگانه با فرکانس ایستگاه تنظیم می‌شد، اما مدل‌های بعدی تنظیمات گنگ را نداشتند، اجزاء تنظیمی تمامی طبقات به هم متصل بود و فقط با یک چرخ مدرج کنترل کار می‌کرد. در اواسط دهه ۱۹۳۰، این گیرنده سوپرهترودین که توسط ادوین آرمسترانگ ثبت شده بود، جایگزین شد.

## زمینه
مشکلی که در گیرنده TRF ساخته شده با لامپ‌های خلأ تریود وجود دارد، خازن الکترود داخلی تریود است. خازن الکترود داخلی به انرژی موجود در مدار خروجی اجازه بازخورد به ورودی را می‌دهد. این بازخورد می‌تواند باعث بی‌ثباتی و نوسان شود و دریافت را از مختل کند و نویز یا زوزه را در بلندگو ایجاد کند. در سال ۱۹۲۲، لوئیز آلن هازلتین تکنیک خنثی‌سازی را ابداع کرد که از مدارهای اضافی استفاده می‌کرد تا بخشی از اثرات خازن الکترود داخلی را خنثی کند. از خنثی‌سازی در سری محبوب نیتروداین از گیرنده‌های TRF استفاده شد. تحت شرایط خاص، «خنثی‌سازی به طور قابل توجهی مستقل از فرکانس در باند فرکانسی گسترده است». «خنثی‌سازی کامل نمی‌تواند در عمل در یک باند پهن فرکانس‌ حفظ کرد زیرا نشتی القایی و ظرفیت‌های خازنی داخلی پراکنده» به‌طور کامل خنثی نمی‌شود. توسعه بعدی لامپ چهار قطبی و لامپ پنج قطبی خلأ اثر خازن پراکنده داخلی را به حداقل می‌رساند و می‌تواند خنثی‌سازی را غیر ضروری کند؛ الکترودهای اضافی در آن لامپ‌ها صفحه و شبکه را محافظت می‌کند و بازخورد را به حداقل می‌رساند.

## چگونه کار می‌کند

نمودار بلوکی گیرنده TRF

گیرنده‌های کلاسیک TRF دهه‌های ۱۹۲۰ و ۳۰ معمولاً از سه بخش تشکیل می‌شد:
- یک یا چند طبقه تقویت‌کننده ار اف تنظیم شده است. این‌ها سیگنال ایستگاه مورد نظر را تا حد کافی برای راه‌اندازی آشکارساز تقویت می‌کنند، در حالی که سایر سیگنال‌های دریافت شده توسط آنتن را حذف می‌کنند.
- آشکارساز، که با استخراج سیگنال صوتی (مدوله شده) را از سیگنال حامل رادیویی را با یکسوسازی استخراج می‌کند.
- اختیاری، اما تقریباً همیشه شامل، یک یا چند طبقه تقویت‌کننده صوتی است که توان سیگنال صوتی را افزایش می‌دهد.

## مزایا و معایب
ترمن معایب TRF را به صورت «قابلیت انتخاب ضعیف و حساسیت کم به نسبت تعداد لامپ‌های بکار رفته، مشخص می‌کند. بر همین اساس آن‌ها عملاً منسوخ شده‌اند».
در دهه ۱۹۲۰ مزیت گیرنده TRF نسبت به گیرنده بازتولید‌کننده این بود که، در صورت تنظیم صحیح، تداخل تابش نمی‌کرد. گیرنده بازتولید‌کننده متداول، به ویژه، از لامپی با بازخورد مثبت که بسیار نزدیک به نقطه نوسان آن کار می‌کرد، استفاده می‌کرد، بنابراین اغلب به عنوان فرستنده عمل می‌کرد و با فرکانس نزدیک به فرکانس ایستگاهی که تنظیم شده بود، سیگنال خود را منتشر می‌کند. این هترودین‌ها، در سایر گیرنده‌های نزدیک به همان فرکانس تنظیم شده جیغ‌ها و زوزه‌های شنیدنی تولید می‌کند و انتقادات را از طرف همسایگان به همراه می‌آورد. در یک محیط شهری، هنگامی که چندین مجموعه بازتولید‌کننده در همان بلوک یا خانه آپارتمان در یک ایستگاه محبوب تنظیم شده بود، شنیدن آن تقریباً غیرممکن بود. انگلیس، و سرانجام ایالات متحده، آیین‌نامه‌هایی را تصویب کرند که گیرنده‌ها را از تابش سیگنال‌های بدل، که ترجیح TRF باشد، ممنوع می‌کند.

## استفاده نوین
اگرچه طراحی تی‌اراف تا حد زیادی توسط گیرنده سوپرهتروداین جایگزین شده است، اما با ظهور الکترونیک نیم‌رسانا در دهه ۱۹۶۰، این طرح «زنده شد» و در برخی گیرنده‌های رادیویی یکپارچه ساده برای پروژه‌های رادیویی سرگرمی، کیت و محصولات مصرفی ارزان قیمت مورد استفاده قرار گرفت. یک مثال، مدار مجتمع رادیو تی ار اف ZN414 از فرانتی که در سال ۱۹۷۲ در زیر نشان داده شده است